# Регистарске таблице
Аутомобилска регистарска таблица је мала пластична или метална таблица постављена на возило за потребе идентификације. Углавном се појављују у пару, једна напред а једна назад. Свака таблица има свој серијски број односно ознаку која је јединствена у оквиру државе која ју је издала.
Таблице се постављају или директно на возила или на оквир, који обично садржи рекламни натпис дилера или сервиса.
У већини земаља таблице издаје национална влада, осим у Канади, Мексику, Аустралији, Немачкој, Пакистану и у САД, где таблице издају територијалне или покрајинске власти.
У неким земљама, власник возила може да изабере словну или бројну комбинацију на таблицама.
Најчешћа боја подлоге на регистарским таблицама возила грађана је бела, друга по броју је црна, трећа је жута, четврта је плава, пета и претпоследња је црвена, а шеста и последња је зелена.

## Историја
Регистарске таблице постоје колико и аутомобили. Јављају се почетком 20. века. Биле су прављене од различитих материјала и различитих величина. Постоје три основна стандарда у свету:
- у земљама западне хемисфере 6 x 12 инча
- европски стандард 520 x 110 милиметара
- трећи стандард у Аустралији и Пацифику, величина између првог и другог стандарда

## Међународне ауто-ознаке
На међународном нивоу, осим регистарских таблица постоји и додатак — овална таблица са ознаком државе.
Међународна ауто-ознака Србије је SRB, Црне Горе MNE Босне и Херцеговине BIH.